# Evil Angel
Evil Angel è una casa di produzione cinematografica pornografica statunitense fondata nel 1989 dal regista John Stagliano che ne è l'attuale proprietario.

## Strategie artistiche e produttive

### Generi e stili
Stagliano e Evil Angel hanno aperto la strada al genere della pornografia Gonzo alla fine degli anni '80. Molti dei più acclamati registi di film pornografici hanno lavorato per Evil Angel, e i suoi film hanno vinto numerosi premi.

### Filosofia e struttura della produzione
Evil Angel è stata definita come "la maggiore casa produttrice di film porno" negli Stati Uniti, come una delle poche società che dominano la distribuzione di film pornografici hardcore negli Stati Uniti, e come uno degli studi porno più redditizi.
Evil Angel ha rivoluzionato l'industria pornografica negli anni Novanta introducendo il concetto di «owning your own movies» (letteralmente «possiedi i tuoi film»): i direttori-produttori pagano la Evil Angel per far uscire e pubblicare i loro film, e lo staff di Evil Angel del dipartimento vendite li distribuisce. Il modello incoraggia i direttori a investire in proprio per realizzare film porno sempre migliori.
L'azienda si differenzia dalla maggior parte degli altri studi porno in quanto contratta con registi interni e consente loro di possedere i film che creano, mentre Evil Angel gestisce la produzione, la distribuzione, la promozione e le vendite del film e prende una percentuale delle vendite lorde. Ogni regista ha il suo stile particolare ed è una stella a sé stante, con il segno della propria personalità registica. Stagliano ha adottato questo modello aziendale a causa della sua precedente esperienza di vendita dei suoi video ad altre società. Trovava difficile difendere la propria reputazione quando qualcun altro possedeva il suo contenuto, e non riceveva più denaro se un film vendeva bene.

## Storia

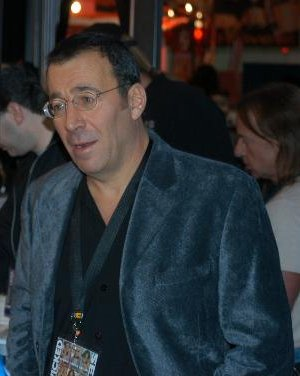
Il proprietario di Evil Angel, John Stagliano.

### Antefatti e inizi
L'ascesa dell'azienda alla ribalta è stata alimentata dal passaggio dall'industria del cinema di sala a quello delle videocassette. Verso la fine degli anni '70 un lungometraggio girato su celluloide, solitamente di 35 mm, poteva costare fino a $ 350.000. Nel 1983 il videoregistratore era stato introdotto di recente e i produttori stavano iniziando a realizzare film pornografici su videocassetta. Un film che usa il supporto magnetico poteva essere realizzato per meno di $ 5.000, rispetto a un minimo di $ 40.000 per un film girato in pellicola. Negli anni '90, girando le sue produzioni con videocamere, Evil Angel poteva ancora fare film per $ 8.000. Stagliano inizialmente aveva poca conoscenza del cinema, ma nel 1983 ha realizzato il suo primo film a $ 8.000: Bouncing Buns, con Stacey Donovan. Per i successivi sei anni ha girato film per altre aziende che li producevano e distribuivano.
Nel 1989 John Stagliano ha fondato Evil Angel, per vendere i suoi film. L'origine del nome della società risale a quando Stagliano lavorava come spogliarellista e il suo nome era d'arte era Evil (Inferno) John.

### Il personaggio di Buttman e lo stile Gonzo
Il primo film della Evil Angel è stato Dance Fire, girato nel 1988 da Stagliano, con protagonisti lui stesso, Trinity Loren, Brandy Alexandre e altri. Verrà pubblicato su DVD solo 20 anni dopo. Influenzato dalla Pornografia amatoriale, nel 1989 Stagliano ha colto l'idea di esibirsi in un film e contemporaneamente di utilizzare la fotocamera, in modo che lo spettatore faccia esperienza del film attraverso gli occhi del suo personaggio. La prospettiva in prima persona è stata influenzata dal film degli anni '60 Blow-Up. All'epoca questo era in contrasto con la maggior parte del porno, che tendeva a non rendere i telespettatori consapevoli della videocamera. Questa tecnica è oggi nota come "pornografia POV" (Punto di vista). Ha creato il personaggio di Buttman (lett. uomo-culo, cioè amante di quella parte) e ha girato Adventures of Buttman. I primi film di Buttman furono scritti, prodotti, diretti, montati, e prodotti personalmente da Stagliano. I primi due film di Buttman hanno lunghe sceneggiature, ma presto la serie si è evoluta in un formato spontaneo e improvvisato. In contrasto con il suo lavoro precedente e il porno standard del tempo, Stagliano non collegava ogni scena insieme per formare una narrativa convenzionale. In parte a causa della mancanza di fondi, non ha usato set o posizioni elaborati. All'epoca i film porno avevano una trama tradizionale, con scene di sesso intervallate da dialoghi di artisti con poca capacità di recitazione. Invece di quel formato, Stagliano ha scelto di filmare  [in quello che divenne lo stile specifico dei primi film della Evil Angel, che sarebbe stato ampiamente imitato e sarebbe diventato noto come pornografia Gonzo.

### Il successo
Negli anni '90 Stagliano divenne una delle figure di maggior successo dell'industria cinematografica pornografica americana. Nel 1990 Stagliano si associa a Patrick Collins per fondare l'etichetta Elegant Angel come filiale di Evil Angel. Nel 1991 Stagliano fondò una filiale di produzione a San Paolo, in Brasile. Nel 1993 la società produceva una nuova videocassetta ogni tre settimane e incassava più di 1 milione di dollari all'anno, nel 1996 vendeva circa mezzo milione di video. A metà degli anni '90 la compagnia ha iniziato a usare la frase "The Evil Empire" sulle copertine, in riferimento al gruppo crescente di registi "stabili". Nel 1996 Collins ha trasformato Elegant Angel in società separata, e nel 1998 ha concluso tutte le collaborazioni con Evil Angel. La sua uscita da Evil Angel è stata definita "meno che amichevole", e lui e Stagliano sono apparentemente "ex-amici". All'epoca Collins disse che Stagliano "non può gestire un'impresa e fallirebbe senza di me". Secondo Stagliano, "Patrick è un bullo... non stava facendo il suo lavoro correttamente... avrei dovuto licenziarlo anni fa".
Un'inchiesta del 1997 di U.S. News and World Report ha identificato Evil Angel come lo studio pornografico con i maggiori profitti. Nel 2007 lo studio ha ricevuto 127 nomination all'AVN Award in 60 categorie, diventando così l'unica casa produttrice che per il quarto anno consecutivo ha ricevuto più di 100 nomination.
Nel 2015, il vicepresidente della compagnia John Grayson ha riferito che la pornografia transessuale era di gran lunga la categoria o il genere più redditizio della società, guadagnando circa il 20% in più per film rispetto a qualsiasi altra produzione.

### Problemi legali
Nell'agosto 2007 Evil Angel e Jules Jordan hanno vinto in un caso di pirateria DVD contro Kaytel Video Distribution e diversi altri imputati, ottenendo un risarcimento totale di oltre 17,5 milioni di dollari, che è stata la più grande somma mai assegnata in un caso di pirateria per adulti. Evil Angel ha ricevuto 11,2 milioni di dollari e Jordan 5,3 milioni. EA aveva originariamente intentato la causa nel novembre 2005.
L'8 aprile 2008, Evil Angel e Stagliano sono stati incriminati per accuse federali di oscenità da parte di un gran giurì federale a Washington, DC; i film indicati nelle accuse di oscenità includevano Storm Squirters 2 di Joey Silvera, Milk Nymphos di Jay Sin e un trailer di Belladonna: Fetish Fanatic 5. Stagliano e Evil Angel erano rappresentati da Al Gelbard, che ha difeso con successo la JM Productions (proprietario Jeff Steward) in un caso di oscenità del 2007. La società ha pubblicato un DVD di compilation dal titolo Difendi il nostro porno, con i proventi destinati al suo fondo di difesa legale, e impostato il sito Web DefendOurPorn.org per fornire informazioni sui procedimenti legali.
Nel dicembre 2008 la BBC ha riferito che Stagliano e Evil Angel erano clienti degli avvocati britannici Davenport Lyons che stavano cercando un risarcimento finanziario da persone che affermavano di aver scaricato materiale protetto da copyright usando il software Peer to Peer.

## Citazioni
(John Stagliano)
(John Stagliano)

## Edizioni Evil Angel
Evil Angel Publishing è la divisione riviste di Evil Angel. Nel marzo del 2007 ha lanciato Extra Parts, una pubblicazione di 100 pagine con immagini tratte o ispirate ai film del regista Joey Silvera,  per lo più a tematica transgender.

## Premi
Quella che segue è solo una selezione dei più importanti premi che Evil Angel ha vinto:
- 1992 AVN Award - 'Best Film' per Wild Goose Chase[34]
- 1993 AVN Award - 'Best Film' per Face Dance, Parts I & II[34]
- 1997 AVN Award - 'Best Gonzo Series' perButt Row[34]
- 1997 AVN Award - 'Best Continuing Video Series' per The Voyeur[34]
- 1998 AVN Award - 'Best Video Feature' per Buda[34]
- 1998 AVN Award - 'Best Continuing Video Series' per Fresh Meat[34]
- 1999 AVN Award - 'Best Transsexual Release' per The Big-Ass She-Male Adventure[34]
- 2000 AVN Award - 'Best Continuing Video Series' per The Voyeur[34]
- 2000 AVN Award - 'Best Anal-Themed Series' per Rocco's True Anal Stories[34]
- 2000 AVN Award - 'Best Transsexual Release' per Rogue Adventures 3: Big-Ass She-Male Adventure[34]
- 2001 AVN Award - 'Best Gonzo Series' per Please![34]
- 2001 AVN Award - 'Best Anal-Themed Series' per Rocco's True Anal Stories[34]
- 2001 AVN Award - 'Best Transsexual Release' per Rogue Adventures 3: Big-Ass She-Male Adventure 7[34]
- 2002 AVN Award - 'Best Anal-Themed Series' per Rocco's True Anal Stories[34]
- 2002 AVN Award - 'Best Transsexual Release' per Rogue Adventures 13[34]
- 2002 AVN Award - 'Best Gonzo Series' per Buttman[34]
- 2002 AVN Award - 'Best Continuing Video Series' per Animal Trainer[34]
- 2003 AVN Award - 'Best Anal-Themed Series' perAss Worship[34]
- 2003 AVN Award - 'Best Video Feature' per The Ass Collector[34]
- 2003 AVN Award - 'Best Film' per The Fashionistas[34]
- 2004 AVN Award - 'Best DVD' per The Fashionistas[34]
- 2003 AVN Award - 'Best Gonzo Series' per The Voyeur[34]
- 2003 AVN Award - 'Best Transsexual Release' per Rogue Adventures 15[34]
- 2004 AVN Award - 'Best Oral-Themed Feature' per Feeding Frenzy 2[34]
- 2004 AVN Award - 'Best Anal-Themed Series' perAss Worship[34]
- 2004 AVN Award - 'Best Gonzo Series' perService Animals[34]
- 2004 AVN Award - 'Top Renting Release of the Year' perThe Fashionistas[34]
- 2004 AVN Award - 'Best Transsexual Release' perShe-Male Domination Nation[34]
- 2005 AVN Award - 'Best Vignette Release' perTales From the Crack[34]
- 2005 AVN Award - 'Best Anal-Themed Series' per Ass Worship[34]
- 2006 AVN Award - 'Best Pro-Am Release' per Rocco's Initiations 9[34]
- 2006 AVN Award - 'Best Vignette Release' per Vault of Whores[34]
- 2006 AVN Award - 'Best Gonzo Series' per Service Animals[34]
- 2006 AVN Award - 'Best Transsexual Release' per Rogue Adventures 24[34]
- 2007 AVN Award - 'Best Transsexual Release' per Rogue Adventures 27[34]
- 2007 AVN Award - 'Best Specialty Release - Fem-Dom Strap-On' perStrap Attack 4[34]
- 2007 AVN Award - 'Best Specialty Series - Big Bust' per Boob Bangers[34]
- 2008 XBIZ Award - 'Best Studio'[35]
- 2008 AVN Award - 'Best Continuing Video Series' perBelladonna: Manhandled[36]
- 2008 AVN Award - 'Best POV Release' perFucked on Sight 2[36]
- 2008 AVN Award - 'Best POV Series' perFucked on Sight[36]
- 2008 F.A.M.E. Awards - 'Favorite Studio'[37]
- 2009 AVN Award - 'Best Anal-Themed Series' - tie between Evil Anal and Butthole Whores[38]
- 2009 AVN Award - 'Best Foot Fetish Release' perBelladonna's Foot Soldiers[38]
- 2009 AVN Award - 'Best Gonzo Series' perSlutty and Sluttier[38]
- 2009 AVN Award - 'Best Oral-Themed Release' perBlow Job Perversion[38]
- 2009 AVN Award - 'Best Oral-Themed Series' perFace Fucking, Inc.[38]
- 2009 AVN Award - 'Best Specialty Release - Other Genre' perMilk Nymphos 2[38]
- 2010 AVN Award - 'Best Specialty Release - Other Genre' perAsses of Face Destruction 5[39]
- 2011 AVN Award - 'Best Specialty Release - Other Genre' perAsses of Face Destruction 9[40]
- 2011 XBIZ Award - 'Gonzo Release of the Year - Non-Feature' perTori, Tarra and Bobbi Love Rocco[41]
- 2012 XBIZ Award - 'Gonzo Release of the Year' perPhat Bottom Girls[42]
- 2012 XBIZ Award - 'Fetish Release of the Year' perOdd Jobs 5[42]
- 2012 XBIZ Award - 'Latin-Themed Release of the Year' perMade in Xspana 7[42]
- 2012 XBIZ Award - 'European Non-Feature Release of the Year' perSlutty Girls Love Rocco 3[42]
- 2012 XBIZ Award - 'Transsexual Release of the Year' perShe-Male Police 2[42]
- 2013 XBIZ Award - 'European Non-Feature Release of the Year' perSlutty Girls Love Rocco 4[43]
- 2014 XBIZ Award - 'Studio of the Year'[44]
- 2014 XBIZ Award - 'Transsexual Release of the Year' perAmerican She-Male X 5[45]
- 2015 XBIZ Award - 'All-Sex Series of the Year' for James Deen's 7 Sins[46]
- 2015 XBIZ Award - 'Asian-Themed Release of the Year' perKalina Ryu: Asian Fuck Toy[46]
- 2015 XBIZ Award - 'Transsexual Studio of the Year'[46]
- 2015 XBIZ Award - 'Transsexual Release of the Year' perBig Tit She-Male X 2[46]
- 2016 XBIZ Award - 'Studio of the Year'[47]
- 2017 DVDEROTIK Award - 'Transsexual Release of the Year' perJay Sin: TS Playground 24[48]